# Gendzsi szerelmei
A Gendzsi szerelmei (más néven Gendzsi regénye; japánul 源氏物語, Gendzsi monogatari) a japán irodalom egyik klasszikus alkotása, amelyet a Heian-kor csúcsán, a 11. század elején írt Muraszaki Sikibu japán nemeshölgy; egyesek szerint ez a világ első regénye (bár e címet sokan a világirodalom más-más, jóval korábbi alkotásainak „igénylik”). Kavabata Jaszunari irodalmi Nobel-díjának átvételekor a japán irodalom csúcsteljesítményének nevezte. Magyarul 1963-ban jelent meg először.
Az 54 részre/könyvre tagolt monumentális mű Gendzsinek, a japán császár fiának pályafutását meséli el: Gendzsi, akit politikai okokból megfosztanak a rangjától, és alacsony beosztású hivatalnokként kezdi meg pályafutását, beleszeret mostohaanyjába. Tiltott szerelme és rossz házassága miatti frusztrációját számos afférban próbálja levezetni, amelyek azonban rendre balul végződnek. A történetek az ő szerelmi életén keresztül mutatják be a korabeli udvari nemesség szokásait, életét.
A Gendzsi szerelmei férfiideált teremtett: Gendzsi a jóképű, eszes, figyelmes és nagylelkű szerető mintaképe, afféle japán herceg hófehér paripán. Az udvari etikett részletes ábrázolása miatt a regény még később is az illem fontos útmutatója volt a japán arisztokrácia köreiben.
A regény műfajának tankönyvi kritériumai közül számos feltételnek tesz eleget a mű: van főszereplője, számos mellékszereplője, a fontosabb szereplők jelleme jól kidolgozott, a narráció nagyjából kronologikus, a főszereplő életében, illetve a halála után lezajló, egymást követő események köré szerveződik. A történet egyik figyelemreméltó vonása belső konzisztenciája: noha Muraszaki több száz szereplőt vonultat fel, mind összhangban öregszenek, és a családi és politikai kapcsolataik is következetesek.
Muraszaki szinte előzmények nélkül alkotta meg monogatariját, a nagy kínai regények a 14. századtól ismertek, nem korábbról, egyéb hatások elől pedig Japán el volt zárva. A japán prózanyelv sem tekinthető kialakultnak még az ő korában. Munkája tehát legalább két szempontból is páratlan: megteremtett egy irodalmi nyelvet és szinte a semmiből létrehozott egy roppant terjedelmű regényt.
Az eredeti szöveg olvasása nem könnyű feladat, mert Muraszaki a kor udvari etikettjének megfelelően – amely elfogadhatatlanul bizalmaskodónak tartotta azt, hogy más nemesekre a nevükkel hivatkozzanak – szinte egyáltalán nem használ neveket; az egyes szereplőket tisztségükkel („a bal felőli miniszter”), címükkel („a második hercegnő”), vagy egyszerűen a leírásukkal („a rokudzsói hölgy”) azonosítja, és ezek az elnevezések a szereplők életének alakulását követve megváltozhatnak az egyes fejezetek között. A legtöbb modern kiadás és fordítás ezeket a megnevezéseket utólag alkotott nevekre cseréli (Kasivagi például ezen a néven említtetik a korábbi fejezetekben is, holott csak akkor „kapja”, amikor meghal). A legtöbb japán fordító is (ugyanis a mai japánra át kell ültetni a Gendzsit, kapásból nem érthető a kortárs olvasó számára sem) ezt az eljárást követi.

## A mű történeti háttere

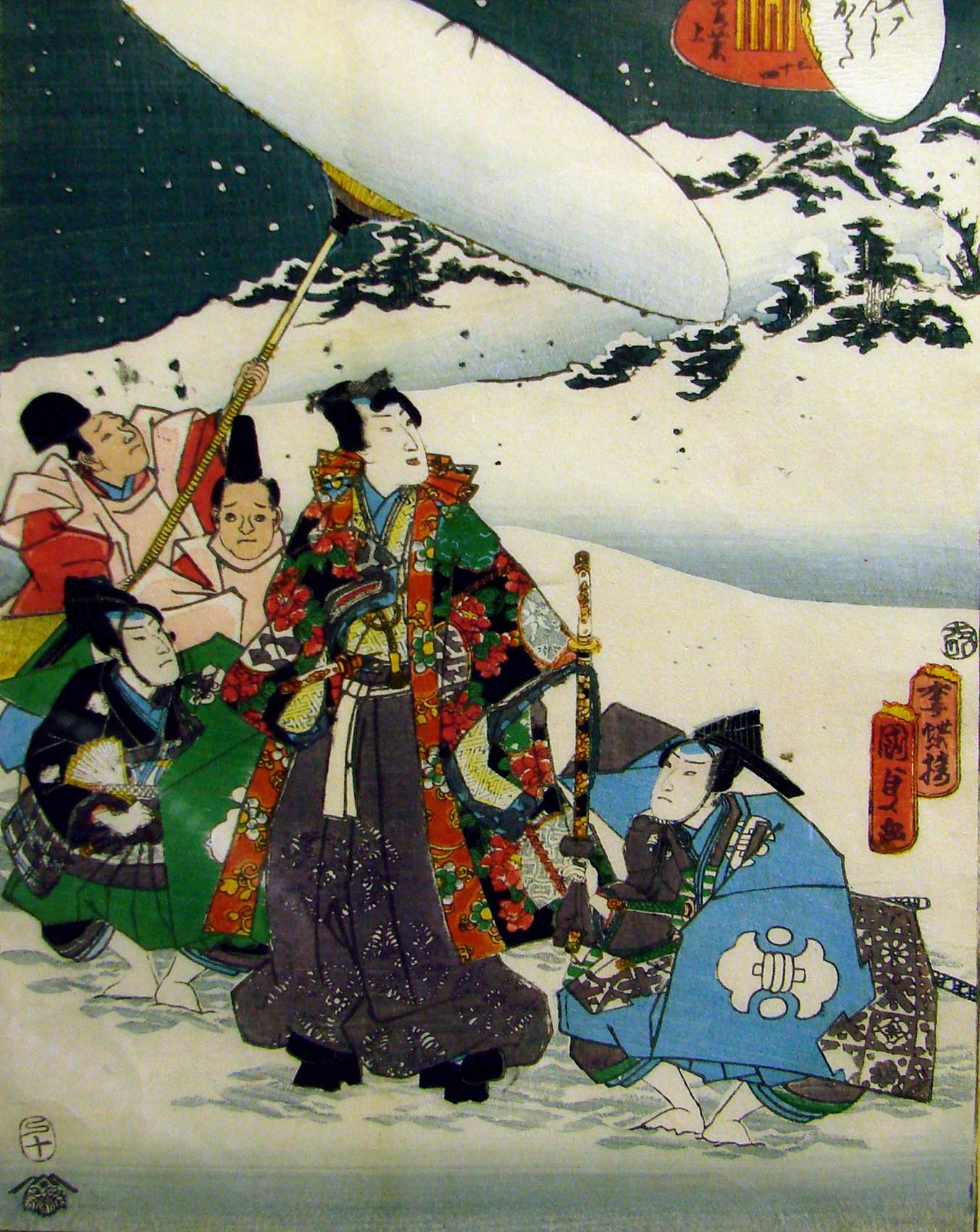
Illusztráció a regényhez a 19. századból

Muraszaki nagyregénye a japán történelem négyszáz évet felölelő Heian-korának (794–1192) a közepén született, ebben a páratlanul békés korszakban, amit az államalapítás eseménydús és zűrzavaros kora előz meg, követni pedig a szamurájok kasztjának felemelkedését kísérő szüntelen belvillongások követnek.
A japán császárság ekkor már nagyjából fél évezrede létezik, s a 6. században „bennszülött” hiedelemrendszere mellé – amelyből a sintó vallás csak később született meg – Korea közvetítésével „importálta” a buddhizmust (illetve annak többféle változatát is), de merített a tekintélytisztelő és családközpontú konfucianizmusból, a tao filozófiájából, tabuiból és babonáiból, és Muraszaki idejében már jó száz éve elzárkózott a külvilágtól (nem utoljára).
Muraszaki idejében a főváros, Heiankjó (a későbbi Kiotó) 50-100 ezer lakosú nagyváros (hozzá fogható keleten csak az akkori kínai főváros, Csangan), az ország pedig mintegy ötmilliós lélekszámú, ötvenegynéhány tartományra osztva.
A fővárost és vele az országot a kínai mintára megszervezett, de azzal szemben arisztokrata és nem meritokrata alapú bürokrácia irányítja, amely a vidéki életet a városinál alacsonyabb rendű létformának tartja – erre nézve többek között éppen Muraszaki regénye az egyik legfontosabb forrásunk –, a parasztságról és az egyre gyarapodó tartományi kormányzókról, vidéki nemességről pedig lehetőleg nem vesz tudomást (annak ellenére sem, hogy az udvaroncok és a köztisztviselők rizsalapú javadalmazása, szinte minden alapanyag, ruha és bútor a fővároson kívülről származik).

## Kulturális háttere
A regény főszereplői az elegancia csúcsa, a divatot diktálók, a „modernek”, a hatalom és fényűzés főváros környezetében mozgók és a környezetükben élők: elsősorban a rendkívül kiterjedt és számos oldalággal bíró császári dinasztia tagjai (ugyanakkor éppen a Gendzsi-regényből derül ki, mekkora különbség lehetett rangbéli hercegnő és hercegnő között is, attól függően, hogy az illető ág és család éppen milyen befolyással bírt, mennyire volt előtérben vagy háttérben); valamint a kilenc osztályba sorolt hivatalnokarisztokrácia.
Ez a réteg korántsem csak hivatalviselő férfiakból és az őket kiszolgálókból, esetleg udvarhölgyekből áll: a Gendzsi-regény egyik szociológiai érdekessége, hogy kiderül belőle, a Heian-kor arisztokrata férfiait rendkívül sok különféle rangú női szolgáló veszi körül a nyugaton ekkoriban szokásos férfi kisegítők helyett, és nagyon sok nőt találunk vezető beosztásban az udvarban.
A regény szereplői tehát többnyire és elvileg rendkívül elfoglaltak, ők működtetik „felülről” az óriási társadalmi szervezetet, munkát végezni ennek ellenére sem látjuk őket a regényben, valószínűleg azért nem, mert az nem lenne „elegáns” (viszont a szereplők gyakran panaszkodnak a hivatali elfoglaltságra). A cselekmény ehelyett összeesküvések, hatalomgyarapítási machinációk, szerelmi kalandok, az elképesztően változatos öltözködés részletei körül forog, valamint a műveltséget és szellemességet bemutatni hivatott „különszámok”, párbeszédek és alkalmi versek körül.
A császár méltósága ekkoriban már jól láthatóan szakrális és ceremoniális elsősorban (a személye viszont rendkívülien jelentős), de a valódi hatalom így sem esik messze tőle: a császári családdal oldalágon rokon (rendszerint az éppen aktuális főfeleséget adó) arisztokrata család kezében van, a regény idején ez a család a Fudzsivara. A család tagjai az uralkodó apósaként, nagyapjaként stb. uralkodnak, illetve a Heian-kor egy különös jelenségeként a nagyon fiatalon vagy még gyermekkorban lemondott és kolostorba visszavonult császár helyett, régensként. Ehhez természetesen nem csak a rivális családokat kell ellehetetleníteni vagy lekenyerezni, hanem a saját oldalágait is.

## A szerző

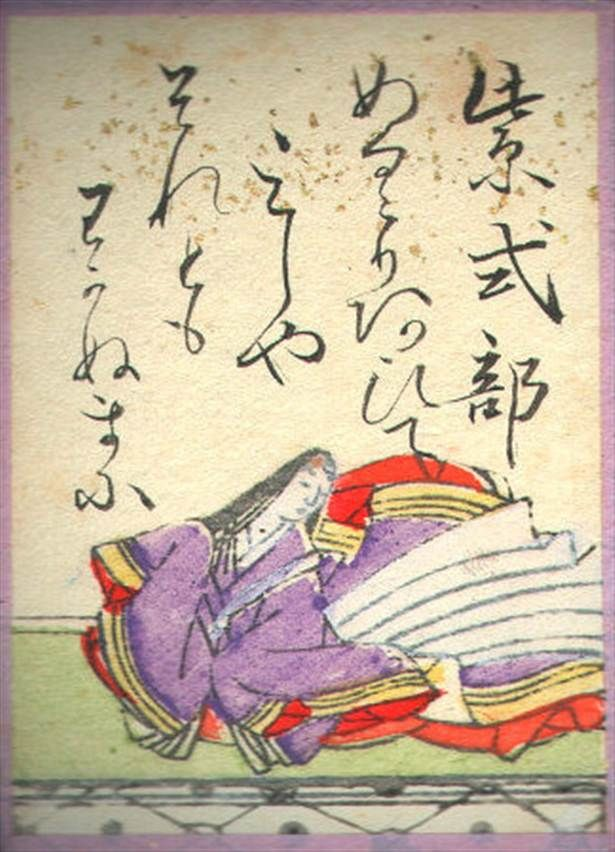
Muraszaki nevére utaló lila ruhában, egy Edo-kori fametszeten

Muraszaki, aki maga is a Fudzsivara család tagja, szintén a család egyik belviszályának eredményeként került az udvarba. Az ő korában teljhatalmú rokon, Fudzsivara no Micsinaga előbb száműzette a hatalomban elébe tolakodó fiatalabb unokaöccsét, Korecsikát, majd ennek húga mellé, aki az uralkodó első számú felesége volt, hozzáadta a császárhoz saját tizenegy éves lányát, Sósit, hogy a másik halálával ő legyen a főfeleség. Sósi mellé hívta az udvarba nevelőnek és gardedámnak a művelt, kínaiul és japánul egyaránt író-olvasó, sőt verselő rokon dámát, akit Muraszaki Sikibu néven ismerünk, bár a valódi nevét nem tudjuk.
Micsinaga számítása bevált: Korecsika húga 1000-ben belehalt a gyermekszülésbe, Sósi pedig 1008-ban megszülte a trónörököst. Ezután még igen magas kort ért meg (988-ban született, 1074-ben halt meg).
A Sikibu valószínűleg arra utal, hogy az írónő apja valamikor a nyolc nagy kormányzati szerv egyikbében, a Sikibu Sóban viselt hivatalt, ez a szertartások hivatala volt, a Muraszakit pedig a regénye egyik hősnője után „kapta”, de más magyarázatok szerint azért, mert a muraszaki növény lila virága a Fudzsivara család nevét idézi, az ugyanis lilaakácmezőt jelent.
973 táján születhetett a Fudzsivara nemzetség egyik, már háttérbe szorult oldalágában, élete első éveit valószínűleg vidéken, apja tartományában töltötte. 998-ban, akkori viszonyok között tehát „öregen” (25 évesen) lett Fudzsivara no Nobutakának a felesége (de messze nem főfelesége), akitől egy lánya született (ez a lány utóbb érdekes módon jelentékeny költőtehetségnek bizonyult). A férjét 1001-ben elvitte egy járvány. Nem sokkal ezután kezdhette el írni a Gendzsi monogatarit, annyi mindenesetre bizonyos, hogy amikor 1005/1006-ban közvetlenül az udvarba került, már a jelentős része készen is lehetett. Biztos támpont erre nézve egyetlen maradt fenn: a naplója, amelyben egy 1008-as bejegyzés említi először a főhőse mint regényszereplő nevét, 1009-ben pedig már a regénye címe is szerepel a napló egyik epizódjában:
|  | „Őfőméltósága, Micsinaga régens megpillantotta a császárné lakosztályában a Gendzsi szerelmeit. Szokásos modorában ingerkedni kezdett velem, majd ezt vetette papírra s nyújtotta át nekem szilvagallyacskához kötözve: Te, hő szerelmek krónikása, fanyar, mint e fanyar szilva, férfiszájnak nem lehetsz, ugye? Ezt válaszoltam rá: Ha nem kóstoltad, honnan tudnád bármelyikről, fanyar-e vagy édes-e? Megdöbbentesz, uram!” |
|  | – Bejegyzés Muraszaki Sikibu naplójában, 1009; Gy. Horváth László fordítása, idézi a Gendzsi szerelmeihez írott bevezetőjében. |

Az epizódban megörökített verses-erotikus incselkedés a jelek szerint bevett szokás volt a Heian-kor eleganciájának életében.
Nem tudjuk, meddig élt Muraszaki, meghalhatott már 1014-ben, amikor apja váratlanul lemondott a kormányzói tisztéről, és visszatért a fővárosba, annyi bizonyos, hogy a Sósi császárné udvarhölgyeiről 1031-ben összeállított listán már nem szerepel a neve (ez tehát halálának a terminus ante quemje).

## A szöveghagyomány
Ugyancsak Muraszaki fennmaradt naplójából tudjuk, hogy az udvarban keringtek már az 1010-es években ecsettel-tussal írott másolatok (nem tudjuk, hogy az 54 ma ismert részből hány volt készen). Muraszaki arra panaszkodik egy 1009-es bejegyzésben, hogy Micsinaga régens egyszerűen elemelte az udvarban kéznél tartott példányát, és most épp nincs egy sem a birtokában.
A 13. századi japán filológusok által összeállított „végleges” szövegváltozatokról tehát nem tudni, mennyire autentikusak, milyen mértékben felelnek meg Muraszaki szándékának. Egyes spekulációk szerint több részt nem is Muraszaki írt. Joszano Akiko szerint a 34. résztől a mű Muraszaki költő lányának, Daini no Szanminak a műve, mások a 42.-től vonják kétségbe a szerzőséget, a legmérsékeltebbek csak a 42–44. részben vélnek idegenkezűségre utaló jeleket felfedezni.
Számítógépes statisztikai vizsgálattal a 45–54. részek jelentős stilisztikai különbözőségét mutatták ki. Egyes magyarázatok szerint az idősödő Muraszaki „érett” stílusával állunk itt szemben.
2008. október 29-e szenzációs felfedezés dátuma a Gendzsi-szöveghagyomány krónikájában: megtalálták a 32. könyv/rész eddig ismert legrégebbi, 1240–1280 közé datálható kéziratos példányát.
Az, hogy az 54. rész a legutolsó volna, szintén nem bizonyítható.

## Modern kiadásai

### Magyarul
- Gendzsi regénye. Regény, 1-3.; bev., jegyz. Arthur Waley, angolból ford. Hamvas Béla, átdolg. Philipp Berta; Európa, Bp., 1963 (A világirodalom klasszikusai)
- Muraszaki udvarhölgy (Muraszaki Sikibu): Gendzsi szerelmei, 1-3.; ford., előszó Gy. Horváth László; Európa, Bp., 2009 ISBN 978-963-07-8838-0
- Muraszaki naplójának válogatott részleteit lásd: Muraszaki asszony: Napló, ford. Philipp Berta; in: Párnakönyv. Japán irodalmi naplók a X-Xl. századból; Európa, Bp., 1966, 195–213 – online lásd a Terebess-lexikon Muraszaki-szócikkében.

### Más nyelveken
- Murasaki Shikibu. Genji Monogatari, Eiichi Shibuya (modern és romanizált verzió) (japán nyelven), University of Virginia (1999). Hozzáférés ideje: 2009. december 25.
  - az eredeti, a modernizált és a romanizált verzió párhuzamba állítva
- Library of Congress – A mű 1654-es kiadása digitális formában Archiválva 2010. február 6-i dátummal a Wayback Machine-ben
- The Tale of Genji [archivált változat], Edward G. Seidensticker (ford.) (angol nyelven), Unesco.org. Hozzáférés ideje: 2016. február 16. [archiválás ideje: 2016. február 16.] Archiválva 2016. február 16-i dátummal a Wayback Machine-ben
  - a regény teljes szövege (közkincs)
- Murasaki Shikibu. Le Dit du Genji, Magnificence - Impermanence, trad. René Sieffert (francia nyelven), Éditions POF, Collection « Les Œuvres capitales de la littérature japonaise », 1311. o. (1999). ISBN 2716902623
- Die Geschichte vom Prinzen Genji. (Angolból ford.: Arthur Waley) Insel, Frankfurt/Main 1995, ISBN 3-458-33359-2

## Tanulmányok a regényről
- Kamens, Edward. Approaches to Teaching Murasaki Shikibu's the Tale of Genji (1994)
- Harper, T. J.. Genji Gossip. New Leaves, 29-44. o. (1993)
- McMullen, James. Genji gaiden: The Origins of Kumazawa Banzan's Commentary on The Tale of Genji.. Oxford: Ithaca Press for the Board of the Faculty of Oriental Studies (1991)
- Goff, Janet. Noh drama and The Tale of Genji. Princeton: Princeton University Press (1991)
- Gatten, Aileen. Death and Salvation in Genji Monogatari. New Leaves, 5-27. o. (1993)
- Gatten, Aileen. The order of the early chapters in The Tale of Genji, 5-46. o.. HJAS 41.1 (1981)
- Gatten, Aileen. The secluded forest: textual problems in the Genji Monogatari. Ph.D. University of Michigan (1977)
- Gatten, Aileen. A wisp of smoke: scent and character in The Tale of Genji, 35-48. o.. MN 35.P (1977)
- Bowring, Richard. Murasaki Shikibu: The Tale of Genji. Cambridge: Cambridge University Press (1988)
- Field, Norma. The Splendor of Longing in the Tale of Genji. Princeton: Princeton University Press (1987)
- Shirane, Haruo. The Bridge of Dreams: A Poetics of the "Tale of Genji". Stanford: Stanford University Press (1987)
- Stinchecum, Amanda Meyer. Narrative Voice in the Genji Monogatari, Illinois Papers in Asian Studies. Urbana, Ill: Center for Asian and Pacific Studies, University of Illinois (1985)
- Who tells the tale? "Ukifune": a study in narrative voice., 375-403. o.. MN 35.4 (1980)
- Shirane, Haruo (ed.). Envisioning The Tale of Genji. New York: Columbia University Press (2008)
- Puette, William J. The Tale of Genji. A Reader's Guide. Boston: Tuttle Publishing (1983)
- Morris, Ivan. The World of the Shining Prince. Court Life in Ancient Japan. New York: Alfred A. Knopf (1964)